# La Luz FC
Der La Luz Fútbol Club, kurz La Luz, auch als La Luz Tacurú Fútbol Club bezeichnet, ist ein Fußballverein aus Montevideo in Uruguay. 

## Geschichte
Der Verein ist im montevideanischen Barrio Aires Puros angesiedelt. Er wurde am 19. April 1929 gegründet. Die Gründung fand dabei in der Kneipe mit Kantine des Faustino Fernández im Stadtteil Aires Puros statt. Diese war seinerzeit die einzige im Viertel, die über elektrisches Licht verfügte und lag an der Straßenecke Tudurí (heute Francisco Goyén) und Propios (heute Batlle y Ordóñez). Somit gab man dem Verein den Namen "La Luz" (dt.: "Das Licht"). Die Trikotage war seinerzeit weiß mit einer grünen Tasche. Die weiße Farbe wurde dabei gewählt, weil es die billigste war.
1962 wurde man Meister der Intermedia und spielte 1963 somit erstmals in der Zweiten Liga Uruguays. Dort debütierte der Verein am 30. Juni 1963 mit einer 0:1-Heimniederlage gegen Mar de Fondo. Den ersten Pflichtspieltreffer steuerte am 14. Juli 1963 Julio Maciel in der Begegnung gegen Colón bei. In der Primera B verblieb man bis 1971. Ab 1972 trat man wieder in der Primera C an und kehrte mit dem Meistertitel 1976 in die Zweitklassigkeit zurück. 1978 war sodann das erfolgreichste Jahr der Vereinsgeschichte, als man sich unter den ersten Vier platzierte. Dies hatte die Startberechtigung in der aus Erstligavereinen und solchen des Landesinneren zusammengesetzten Liga Mayor zur Folge. Der nächste Abstieg folgte 1982. Unter Trainer Gustavo Bueno stieg man 1992 als ungeschlagener Meister der C wieder in die Segunda División auf. Der Aufstieg in die Primera División scheiterte 1993 dann an den überlegenen Vereinen Basáñez und Central Español. 1994 landete man in der Zweiten Liga (Primera B) im Tabellenmittelfeld und belegte den siebten Rang. Dem Abstieg 1995 folgte eine kritische Phase, da der Fortbestand des Vereins auf dem Spiel stand.
Nachdem man 2002 noch im Meisterschaftsfinale gegen den Uruguay Montevideo FC unterlegen war, wurde man 2003 Meister der Liga Metropolitano Amateur der AUF und stellte mit Daniel Martínez den Torschützenkönig dieser Veranstaltung.
2004, 2005, 2006, 2006/07 und 2007/08 gehörte man abermals der Segunda División an. In jenen Jahren waren unter anderem 2005 und 2006 Diego Díaz und 2006/07 Jorge Delgado erfolgreichste Torschützen des Vereins. In der Spielzeit 2008/09 absolvierte man noch die Apertura der Zweiten Liga, musste sich sodann jedoch aus finanziellen Gründen vom dortigen Spielbetrieb zurückziehen. Wegen nicht bezahlter Schulden aus der Vorsaison hatte die AUF sowohl für La Luz als auch Basáñez durch Beschluss vom 17. September 2008 den Zwangsabstieg angeordnet.
Auch im Jahr 2013 kämpft der Verein, als dessen Trainer im September 2013 Lirio Morales angegeben wurde, mit massiven finanziellen Problemen. Für die Spielzeit 2013/14 wurde die Mannschaft des Vereins daher wegen nicht beglichener Verbindlichkeiten vom Spielbetrieb ausgeschlossen.

## Stadion
Die Spiele werden im 3.000 Besucher fassenden Parque "Luis Rivero" ausgetragen, der 1962 mit einem Freundschaftsspiel von La Luz gegen den uruguayischen Fußball-Giganten Nacional eingeweiht wurde.

## Erfolge
- Meister der Primera C (1976, 1992, 2001, 2002)
- Meister der Intermedia (1962)
- Meister der Divisional Extra (1933)

## Ehemalige Trainer
- Roberto Fleitas
- Luis Garisto
- Ernesto Luzardo
- Julio Maceiras
- Gustavo Bueno
- Willy Píriz
- Cono Caminatti
- Carlos Favier Sosa
- Eduardo "Bemba" Acosta